# Anton Bock
Anton Bock (* 7. November 1884 in Berlin; † 28. Januar 1945 in Hildesheim) war ein deutscher Verleger.

## Leben
Anton Bock war der zweite Sohn des Musikverlegers Hugo Bock. Er besuchte das Internat St. Augustin in Grimma und lernte anschließend den Beruf des Verlegers und Musikalienhändlers in den Firmen Hug in Zürich und Durand in Paris. Er unternahm auch eine längere Reise nach Nordamerika und lernte dort insbesondere moderne Methoden des Managements und der Public Relations kennen. Zusammen mit seinem Bruder Gustav Bock leitete er jahrelang den väterlichen Verlag Bote & Bock. 1935/36 schied er als persönlich haftender Gesellschafter aus der Firma aus. Er starb am 28. Januar 1945 in einem Arbeitslager der Organisation Todt. Als 60-Jähriger war er gegen Ende des Krieges noch zwangsverpflichtet worden.
Er war verheiratet mit einer Tochter von Hedwig Courths-Mahler, Friede Birkner.